# Митко Григоров (офицер)
 Тази статия е за бригадния генерал.  За политика от БКП вижте Митко Григоров.  
Митко Стефанов Григоров е български офицер, бригаден генерал.

## Биография
Роден е на 10 декември 1968 г. в Добрич. През 1987 г. завършва Икономическия техникум в Добрич. В периода 1987 – 1991 г. учи във Висшето военно общовойсково училище във Велико Търново в тилов профил. След това става командир на рота в ГСМ-Синдел. Остава на тази позиция до 1993 г., когато за 1 година е помощник началник отчетно-операционно отделение в централно снабдителна база в Радко Димитриево. Между 1994 и 1999 г. е заместник-началник на база за вещево имущество в Шумен. От 1999 до 2000 г. е началник на базата. Между 2000 и 2002 г. учи тилово осигуряване на оперативно тактическите формирования във Военната академия в София. През 2002 г. е назначен за началник на база ГСМ-Сливен. Между 2003 и 2006 г. е старши помощник-началник на отдел ГСМ в КМТО-София, а след това до 2009 г. е на същата позиция в Управление „Логистика“ на Генералния щаб. В периода 2010 – 2013 г. е главен експерт в дирекция „Логистика“ на Щаба на отбраната. Завършва през 2014 г. стратегическо ръководство на отбраната и ВС (Генералщабен курс) във Военната академия. След което е назначен за държавен експерт в дирекция „Логистика“. От февруари 2016 г. е заместник-директор на дирекцията.
С указ № 231 от 1 юли 2016 г. полковник Митко Григоров е назначен за директор на дирекция „Логистика“ на Министерството на отбраната. От 6 май 2018 г. е бригаден генерал. От 1 април 2025 г. е освободен от длъжността директор на дирекция „Логистика“. От 1 август 2025 г. ще бъде назначен като заместник-командир на Корпуса за бързо развръщане на НАТО в Солун, Гърция и повишен в чин генерал-майор

## Военни звания
- Лейтенант (1991)
- Старши лейтенант (1994)
- Капитан (1997)
- Майор (2002)
- Подполковник (2006)
- Полковник (2014)
- Бригаден генерал (6 май 2018)
- Генерал-майор (1 август 2025)